# Symplocos johnsonii
Symplocos johnsonii är en tvåhjärtbladig växtart som beskrevs av Paul Carpenter Standley. Symplocos johnsonii ingår i släktet Symplocos och familjen Symplocaceae. Inga underarter finns listade i Catalogue of Life.